# Kerpely Antal (kohómérnök, 1837–1907)

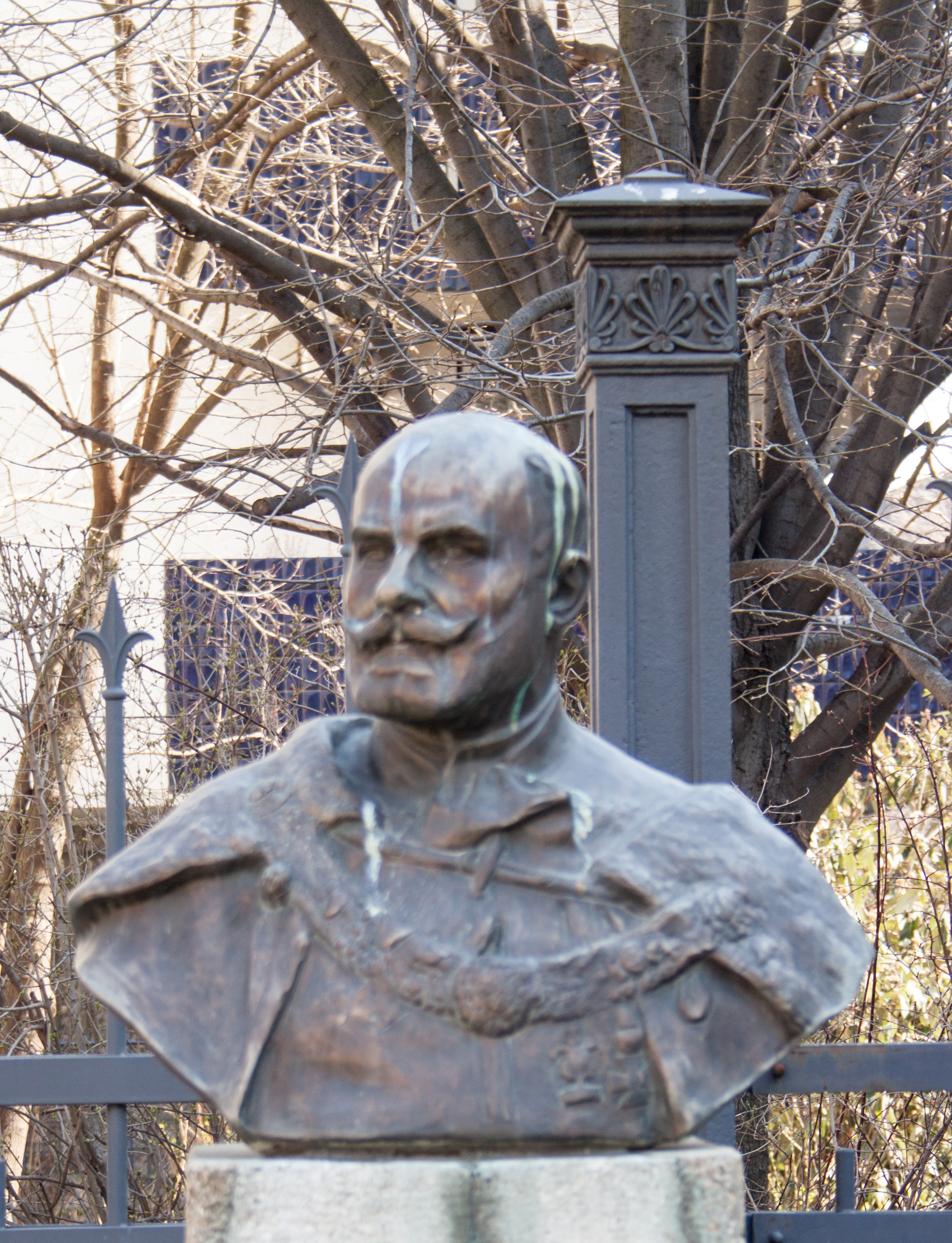
Kerpely Antal mellszobra az Öntödei Múzeumban

Kerpely Antal (Kürtös, (Arad vármegye), 1837. február 5. – Selmecbánya, 1907. július 22.) magyar kohómérnök, az MTA tagja. A selmeci bányászati akadémia vaskohászattani tanszék első professzora és tanszékvezetője, Kerpely Kálmán növénynemesítő, agrokémikus, akadémikus és Kerpely Antal kohómérnök apja.

## Tanulmányai
Alapfokú és középiskolai tanulmányait Aradon végezte el. A középiskola elvégzése után 1856-ban a dognácskai (Krassó-Szörény vármegye) kohóműnél kezdett el dolgozni. 1857 évben Bécsben az osztrák-magyar államvasúttársaság titkára lett. A társaság ösztöndíja segítségével 1858 és 1862 között a selmeci bányászati akadémián tanult és kapott bányamérnöki oklevelet.

## Gyakorlati munkája
1862-ben mint mérnök az aninai vasgyárban kezdett el dolgozni. A vasiparban tapasztalható válsághelyzet miatt az államvasút társaság Oravica melletti paraffingyár kémiai laboratóriumának vezetésével bízták meg, ahol hasznos ismereteket szerzett későbbi tanári pályájához, a vaskohászati tudományok új alapokra való helyezéséhez. 1865-ben a Brassó melletti kincstári tulajdonú bányatársaságának ruszkabányai vasgyárához üzemvezető főmérnöknek hívták meg. 1867-ben a pénzügyminiszteri államtitkár a kisgarami (rhonici) kincstári vasgyárához segédigazgatónak nevezték ki. Ekkor Ruszkabánya közelében megtervezte és felépítette a Lonza elnevezésű vaskohót és korszerűsített léghevítőket tervezett és szereltetett fel a kisgarami kohóműnél, melyekről 1868-ban a Bányászati és Kohászati Lapokban beszámolt.

## Oktatói tevékenysége
A selmeci bányászati akadémia tanári kara felfigyelt a fiatal szakember elméleti és gyakorlati munkásságára és még 1868-ban ideiglenes tanári minőségben a vas- és fémkohászati tanszékére meghívta. A akadémia osztrák-magyar jellege a kiegyezéssel megszűnt és a német oktatási nyelv helyét a magyar nyelv vette át. Ebben az átállásban eredményesen közreműködött Kerpely és 1871 évben az oktatás már tisztán magyar nyelven folytatódhatott. A vaskohászattannak az akadémián nem volt önálló tanszéke, ezt Kerpely Antalnak az 1872 évben sikerült megszerveznie és ezen új tanszékre rendes tanárnak, bányatanácsosként nevezték ki. Szakirodalmi munkássága alapján hírneve külföldre is eljutott, működésével jelentősen elősegítette a hazai vasipar átalakítását és fejlettségének emelését.
Mint tanár az elméleti képzés mellett nagy figyelmet fordított a gyakorlati tudományokra. Újításként bevezette a Tüzeléstan és a Vasgyárak telepítése megnevezésű tantárgyakat, melyeket hamarosan a külföldi főiskolák és akadémiák is átvettek. Az akadémia fejlesztésében együttműködött Farbaky István és Sóltz Gyula tanárokkal. Az akadémia munkásságuk alapján csakhamar visszaszerezte kiemelkedő hírét és ismét első helyet foglalt el Európában.
Működését értékelve meghívták a Szászország területén működő freibergi akadémiára tanárnak, amit a kedvező feltételek ellenére sem fogadott el. 1875-től kezdődően három évig az akadémia aligazgatója volt, 1876-ban első osztályú rendes tanárrá nevezték ki. 1877-ben megválasztották a Magyar Tudományos Akadémia levelező tagjának.

## Visszatérése a gyakorlati munkába
1881-ben a Pénzügyminiszter felkérte a kincstári vasgyárak élére, központi vasműigazgatónak és miniszteri tanácsosi címet kapott. Ebben a munkakörben a szűkös pénzügyi lehetőségekkel is meg kellett küzdenie, nem volt elég a kiemelkedő szaktudományi eljárások alkalmazása. Meg kellett küzdenie az elavult felszereltségű kincstári vasgyárak legnagyobb ellenfelével az érdekközösségbe tömörült ausztriai vasgyárakkal akik nem akarták feladni a magyar piacot. Kerpely Antal a vasgyárakat a helyi viszonyoknak megfelelően alakította át, addig nem ismert gyártási ágazatokat vezetett be, csökkentette az adminisztrációt, fokozta a termelést, mindezekkel csökkentve a termelési költségeket, megvalósította a gyors és pontos kiszolgálást. Néhány év alatt a kincstári vasgyárak működése pénzügyileg is megerősödött, a vasgyárak beléptek a világ nagyiparába, több újdonságot bevezetve.
Legjelentősebb munkájának a vajdahunyadi és a zólyombrézói vasgyárak tervezését és felépítését tartotta.
Az általa irányított vasipar fellendülése után 1896-ban nyugállományba vonult.

## Tanulmányútjai
Első külföldi tanulmányútját 1866-ban folytatta le amikor felkereste Szászország, a Rajna-vidék és Würtenberg nagyobb vasgyárait. 1869-ben Németország, Franciaország és Belgium nagyobb vasgyárait kereste fel. Tapasztalatairól részletesen beszámolt a Bányászati és Kohászati Lapokban és a Lipcsében megjelenő Berg- und Hüttenmannische Zeitung című szaklapban. 1872-ben felkereste Svédország és Anglia nagyobb vasműveit. 1873-ban a bécsi világkiállítást tanulmányozta és a vasgyártásra vonatkozó észrevételeit, tapasztalatait (magyarországi kiadó hiányában) németül jelentette meg. 1874-ben a Siemens vasgyártási eljárást Angliában tanulmányozta, mert kísérleteket kívánt végezni a gyalári (Hunyad vármegye) vaskővel és a Zsil-völgyi kőszénnel. 1879-ben meglátogatta a párizsi világkiállítást és vaskohászati tapasztalatairól német nyelvű tanulmányt adott ki. 1880-ban Németországban tanulmányozta a világhírű Krupp-vasműveket és a Bessemer kohókat.

## Szakirodalmi munkássága
Ezen tevékenységét 1864-ben a Berg- und Hüttenmanische Zeitung szakmai lapnál kezdte, akol egy tanulmányában a vas kéntelenítésére javasolt két módszert. Később ugyanitt a nyersvasról, a szénmosásról, a por alakú vasércek olvasztásáról, a szilíciumban gazdag vas előállításáról jelentek meg tapasztalatait összegző tanulmányok.
1868 és 1887 között sok cikke jelent meg a Magyar Mérnök- és Építészegylet Közleményeiben és a Nemzetgazdasági Szemle című folyóiratban.
Legtöbb közleménye és tanulmánya a Bányászati és Kohászati Lapok című szakmai lapban jelent meg. 1871 és 1881 között ezen folyóirat főszerkesztői feladatait is ellátta.

## Megjelent főbb munkái
- Nyers kőszén és szárított fa alkalmazására berendezett nagyolvasztó. 1868.
- Vaskohászati telepítések. 1870.
- Magyarország vaskohászatának jelene és jövője. 1871.
- A vaskohászat kovasavas vegyületei. 1872.
- Gömöri vaskőkutatás. 1873.
- A vaskohászat gyakorlati és elméleti kézikönyve. 1-2..
- Magyarország vaskövei és vasterményei. 1877.
- A vas chemiai alkata és keménysége közötti vonatkozások. 1878.
- Folyékony cyánsó vas-nagyolvasztóból. 1878.
- Az aczél megkülönböztető jelei : indított tömecsű állapot, meleg törőpróba. 1879.
- Adatok a Martinaczél tulajdonságainak ismertetéséhez. 1880.
- A magyar vasipar jövője. 1884.
- A vaskötélpályák. 1884
- Berichte über die Fortschritte des Eisenhüttentechnik. Lipcse. között 29 kötetben.
- A vont és hengerelt kovácsvascsövek gyártása. 1885.
- Die Anlage und Einrichtung der Eisenhütten. Füzetekben, Leipzig, 1873–1884. Atlas
- A magyar vasgyárak, hámorok és vasgyártmányok ismertetése. 1885.

## Kitüntetései
- Vaskorona-rend, 1874.
- Lovagi cím, 1875.
- Lipót-rend lovagkeresztje, 1895.
- Az angol Iron and Steel Insitut rendes tagja.
- A selmecbányai Gyógyászati és Természettudományi Társulat tiszteleti tagja.
- Vajdahunyad város díszpolgára.

## Emlékezete
- Bronz mellszobra a Miskolci Egyetem aulájában. (Markup Béla alkotása, 1914.)
- Kerpely Antal Kollégium. Dunaújváros, a bejáratánál ugyancsak bronz mellszoborral.
- Kerpely Antal Anyagtudományok és Technológiák Doktori Iskola. Miskolci Egyetem.
- Kerpely Antal emlékérem, 1967.

Előlap, körirat: 1837˙KERPELY ANTAL˙1907. A mezőben Kerpely Antal balra néző mellképe.
Hátlap, felirat: ORSZÁGOS MAGYAR BÁNYÁSZATI ÉS KOHÁSZATI EGYESÜLET. MCMLXVII
70 mm átmérőjű bronz öntött érem. Alkotója: Martsa István.
- Vaskohászattani tanszék jubileumi emlékérme. 1972.

Előlap körirat: ˙A NME VASKOHÁSZATTANI TANSZÉKE˙/1872-1972. Középen babérkoszorúban felirat:100 ÉVES
Hátlap körirata. ID. KERPELY ANTAL/1837-1907.
A mezőben Kerpely Antal balra néző mellképe.
50 mm átmérőjű vert bronz érem. Alkotója: Csúcs Viktória.